# NGC 7172
NGC 7172 is een spiraalvormig sterrenstelsel in het sterrenbeeld Zuidervis. Het hemelobject ligt ongeveer 103 miljoen lichtjaar van de Aarde verwijderd en werd op 23 september 1834 ontdekt door de Britse astronoom John Herschel. Het sterrenstelsel behoort samen met NGC 7173, NGC 7174 en NGC 7176 tot de cluster HGC 90.

## Synoniemen
- ESO 466-38
- MCG -5-52-7
- HCG 90A
- AM 2159-320
- IRAS 21591-3206
- PGC 67874